# Lê Long Tích

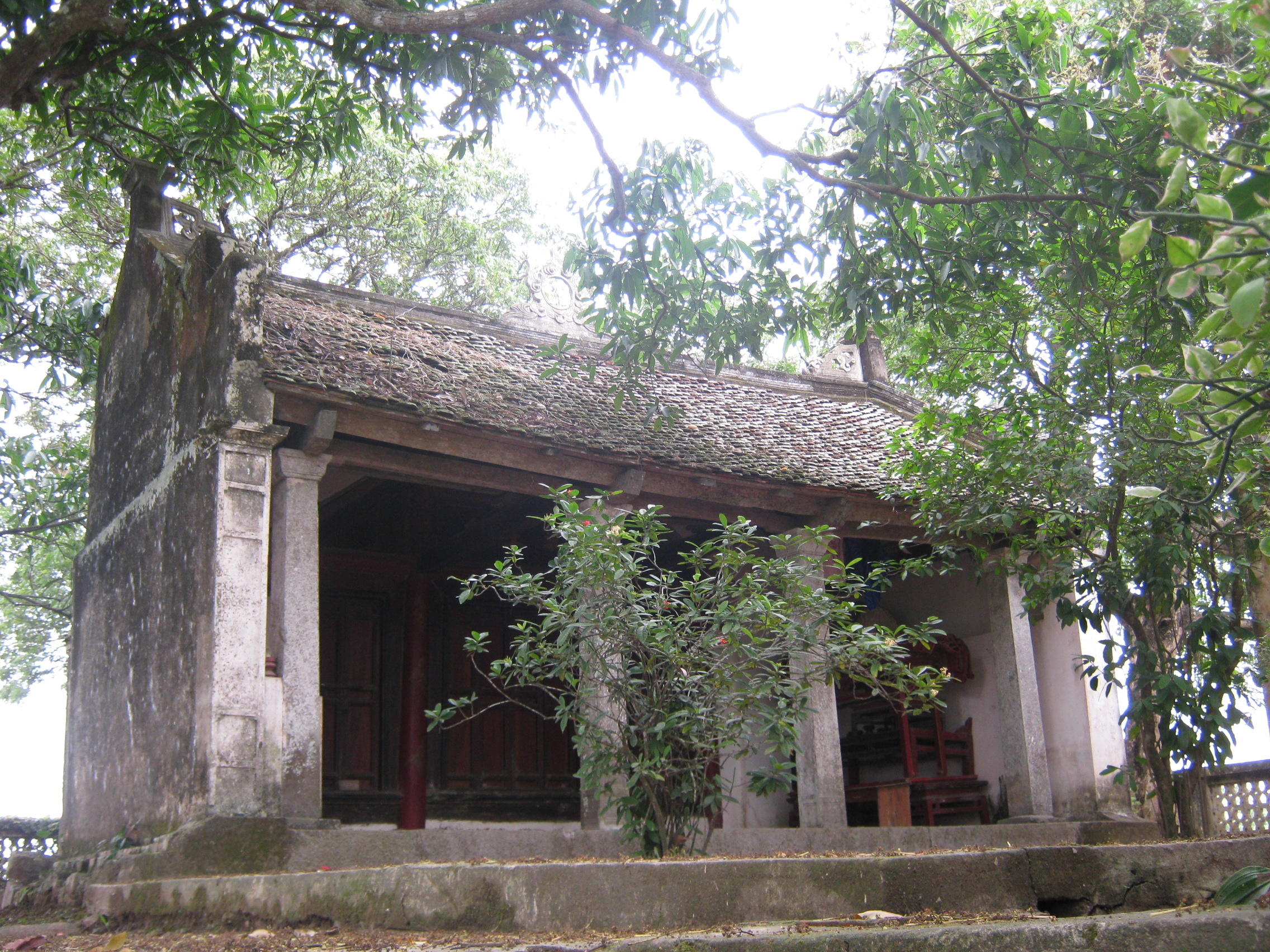
Phủ Đông Thành Vương, nơi thờ Đông Thành Vương Lê Ngân Tích ở cố đô Hoa Lư

Lê Long Tích (chữ Hán: 黎龍錫; ? – 1005) là con thứ hai của Lê Đại Hành. Sinh thời ông được nhận tước phong là Đông Thành vương (東城王). Hiện còn hai di tích riêng thuộc cố đô Hoa Lư tỉnh Ninh Bình là nơi thờ Đông Thành Vương Lê Ngân Tích.

## Đông Thành Vương
Lê Long Tích còn được sử gọi là Lê Ngân Tích. Ông được Vua Lê Đại Hành phong Đông Thành Vương năm 989, cùng với anh cả Lê Long Thâu và người em kế Lê Long Việt. Những người con trai sau này của vua Lê khi phong vương đều được ban thực ấp trấn thủ các vùng xa kinh đô. Riêng ba ông không phong thực ấp, được ở tại kinh đô Hoa Lư.
Năm 1004, ông lại được Vua Lê Đại Hành phong là Đông Thành Đại Vương.
Do ông cũng có tước hiệu Đông Thành Vương giống với người em trai thứ bảy là Lê Long Tung, sau khi nhà Lý cướp ngôi Long Tung đã tháo chạy vào trấn thủ vùng Đông Thành, Diễn Châu trở thành Đông Thành Vương mà các thần tích ở Nghệ An hiện còn nhầm lẫn giữa hai ông. Thực tế, tước hiệu Đông Thành Vương của Lê Long Tung xuất hiện sau khi Lê Long Tích bị người châu Thạch Hà giết trên đường tháo chạy trong cuộc chiến ngai vàng.

## Tranh ngôi vua
Nguyên người con trưởng của Lê Đại Hành là Lê Long Thâu. Lê Long Thâu mất sớm, ông là con thứ hai đáng lý được lập làm Thái tử. Theo Đại Việt sử ký toàn thư, bấy giờ người con thứ năm của Lê Hoàn là Lê Long Đĩnh có tham vọng muốn tranh địa vị ấy. Vua Lê Đại Hành cũng muốn cho Lê Long Đĩnh làm thái tử song triều thần cũng khuyên vua Lê không nên bỏ trưởng lập thứ. Vua Lê Đại Hành tuy nghe theo không lập Lê Long Đĩnh, nhưng cũng không nghĩ gì tới ông, mà lại lập người em thứ ba của ông là Lê Long Việt làm thái tử vào tháng 1 năm Giáp Thìn 1004, đồng thời gia phong ông làm Đông Thành Đại vương.
Đến tháng 3 Ất Tỵ 1005, vua Lê Đại Hành mất. Ông cùng với Lê Long Đĩnh và người em thứ chín là Trung Quốc vương Long Kính nổi loạn, đánh nhau suốt tám tháng để tranh ngôi. Tháng 10 năm ấy Lê Ngân Tích bại trận bỏ chạy vào đất Cử Long (Thanh Hóa). Lê Long Việt đuổi bắt, ông lại chạy sang Chiêm Thành, nhưng chưa đến nơi thì bị người châu Thạch Hà giết ở cửa biển Cơ La (nay là Kỳ La). Thái tử Lê Long Việt lên ngôi, tức là Lê Trung Tông.

## Đền thờ
Lê Ngân Tích được nhân dân lập đền thờ tại phủ Đông Vương và phủ Đông Thành đều thuộc khu di tích cố đô Hoa Lư.
Phủ Đông Thành là một ngôi đền nhỏ, thường được gọi là phủ, nằm ở giữa cánh đồng thôn Đông Thành xã Trường Yên. Phủ Đông Thành Vương được xếp hạng là di tích quốc gia.
Phủ Đông Vương nằm ở phía bắc thôn Vàng Ngọc, xã Trường Yên. Trong phủ có tượng thờ Đông Thành Vương mặc áo choàng màu vàng, chân đi hia, đội mũ cánh chuồn.
Ở Hà Nam, quê hương của Lê Hoàn, Hoàng tử Lê Long Tích cũng được thờ cùng hai vua Đinh Tiên Hoàng, Lê Đại Hành cùng Thái hậu Dương Vân Nga và Thái tử Lê Long Thâu tại di tích đình Yến, xã Thanh Hà, huyện Thanh Liêm.

## Gia đình
- Cha: 
  - Lê Đại Hành
- Anh em: 
  - Lê Long Thâu
  - Lê Long Việt tức Lê Trung Tông (Tiền Lê)
  - Lê Long Đinh
  - Lê Long Đĩnh
  - Lê Long Cân
  - Lê Long Tung
  - Lê Long Tương
  - Lê Long Kính
  - Lê Long Mang
  - Lê Long Đề